# Hiroki Moriya
Hiroki Moriya (守屋 宏紀?, Moriya Hiroki; Tokyo, 16 ottobre 1990) è un tennista giapponese.
Ha vinto alcuni titoli in singolare nei circuiti Challenger e ITF, mentre in doppio ne ha vinti solo nel circuito ITF. I suoi migliori ranking ATP sono stati il 143º in singolare, nel gennaio 2015, e il 224º in doppio nel luglio 2019. Ha esordito nella squadra giapponese di Coppa Davis nell'aprile 2013. Nel circuito maggiore ha vinto tre soli incontri. Nell'ottobre 2008 è stato il nº 17 della classifica mondiale juniores ITF.

## Statistiche
Aggiornate al 17 aprile 2024.

### Tornei minori

#### Singolare

##### Vittorie
| Legenda tornei minori |
| Challenger (3)        |
| Futures (8)           |

| No. | Data              | Torneo                                                | Superficie       | Avversario in finale | Punteggio        |
| 1.  | 21 giugno 2009    | Japan F5, Kusatsu                                     | Sintetico indoor | Hiroki Kondo         | 6-2, 6-2         |
| 2.  | 4 luglio 2010     | Japan F8, Sapporo                                     | Terra rossa      | Lee Hsin-Han         | 6-1, 6-3         |
| 3.  | 17 luglio 2011    | Chinese Taipei F2, Taipei                             | Cemento          | Jae-Sung An          | 6-3, 4-6, 6-3    |
| 4.  | 26 febbraio 2012  | Australia F2, Mildura                                 | Erba             | Brydan Klein         | 6-4, 4-6, 6-2    |
| 5.  | 1º aprile 2012    | Japan F3, Kofu                                        | Cemento          | Yasutaka Uchiyama    | 6-1, 6-4         |
| 6.  | 20 luglio 2014    | Challenger de Granby, Granby                          | Cemento          | Fabrice Martin       | 7-5, 6(4)–7, 6-3 |
| 7.  | 17 settembre 2016 | ATP Challenger China International Nanchang, Nanchang | Cemento          | Chung Hyeon          | 4-6, 6-1, 6-4    |
| 8.  | 22 aprile 2018    | Uzbekistan F1, Bukhara                                | Cemento          | Evgenii Tiurnev      | 6-0, 6-1         |
| 9.  | 27 maggio 2018    | Loughborough Trophy, Loughborough                     | Cemento indoor   | James Ward           | 6-2, 7-5         |
| 10. | aprile 2022       | M25 Nottingham, Nottingham                            | Cemento (i)      | Antoine Escoffier    | 3-6, 6-0, 6-2    |
| 11. | giugno 2023       | M25 Nakhon Si Thammarat, Nakhon Si Thammarat          | Cemento          | Kasidit Samrej       | 2-6, 6-2, 6-2    |

##### Finali perse
| Legenda tornei minori |
| Challenger (6)        |
| Futures (10)          |

| No. | Data              | Torneo                                         | Superficie       | Avversario in finale | Punteggio        |
| 1.  | 26 ottobre 2008   | Japan F11, Tokyo                               | Cemento          | Yūichi Sugita        | 2-6, 5-7         |
| 2.  | 28 giugno 2009    | Japan F6, Akishima                             | Cemento          | Yi Chu-Huan          | 7-5, 2-6, 2-6    |
| 3.  | 21 marzo 2010     | Japan F1, Tokyo                                | Cemento          | Yūichi Ito           | 5-7, 6-1, 4-6    |
| 4.  | 13 giugno 2010    | Japan F5, Karuizawa                            | Terra rossa      | Mark Verryth         | 1-6, 4-6         |
| 5.  | 19 settembre 2010 | Australia F6, Darwin                           | Cemento          | John Millman         | 0-6, 1-6         |
| 6.  | 19 giugno 2011    | Japan F6, Kashiwa                              | Cemento          | Junn Mitsuhashi      | 4-6, 0-6         |
| 7.  | 3 luglio 2011     | Japan F8, Sapporo                              | Cemento          | Junn Mitsuhashi      | 6(7)–7, 7-5, 4-6 |
| 8.  | 30 ottobre 2011   | Australia F10, Port Pirie                      | Cemento          | Yasutaka Uchiyama    | 6(6)–7, 4-6      |
| 9.  | 25 novembre 2011  | Toyota Challenger, Toyota                      | Sintetico indoor | Michał Przysiężny    | 2-6, 3-6         |
| 10. | 22 aprile 2012    | Chinese Taipei F2, Kaohsiung                   | Cemento          | James Ward           | 5-7, 6(3)–7      |
| 11. | 8 settembre 2013  | Shanghai Challenger, Shanghai                  | Cemento          | Yūichi Sugita        | 3-6, 3-6         |
| 12. | 2 febbraio 2014   | Burnie International, Burnie                   | Cemento          | Matt Reid            | 3-6, 2-6         |
| 13. | 23 ottobre 2016   | Ningbo Challenger, Ningbo                      | Cemento          | Lu Yen-hsun          | 3-6, 1-6         |
| 14. | 16 settembre 2018 | Shanghai Challenger, Shanghai                  | Cemento          | Blaž Kavčič          | 1-6, 6(1)–7      |
| 15. | 14 novembre 2021  | Open International de tennis de Roanne, Roanne | Cemento indoor   | Hugo Grenier         | 2-6, 3-6         |
| 16. | giugno 2023       | M25 Jakarta, Jakarta                           | Cemento          | Yanki Erel           | 3-6, 6-4, 2-6    |